# Helmut Weber (Motorsportler)
Helmut Weber (* 4. Juli 1950 in Schliersee) ist ein deutscher Eisspeedwayfahrer und Team-Weltmeister von 1983.

## Karriere
Weber begann seine Karriere in den 1970er Jahren und nahm von 1979 bis 1996 an den Einzel- und Mannschafts-Weltmeisterschaften im Eisspeedway-Rennsport teil. Sein größter Erfolg war jedoch der Gewinn der Eisspeedway-Mannschafts-WM im Jahre 1983 mit Max Niedermaier sen. und Gunther Brandt. Das Finale fand im Horst-Dohm-Eisstadion in Berlin-Wilmersdorf statt.

## Erfolge

### Einzel
- Mehrfacher Eisspeedway-WM Finalist zwischen 1979 und 1996

### Team
- Mannschafts-Weltmeister 1983

## Persönliches
Mitte der 1980er Jahre nahm Helmut Weber mit einigen anderen Motorradfahrern in Form einer Statisten-Rolle an der ZDF-Krimi-Serie SOKO 5113 teil.